# John Edward Lloyd

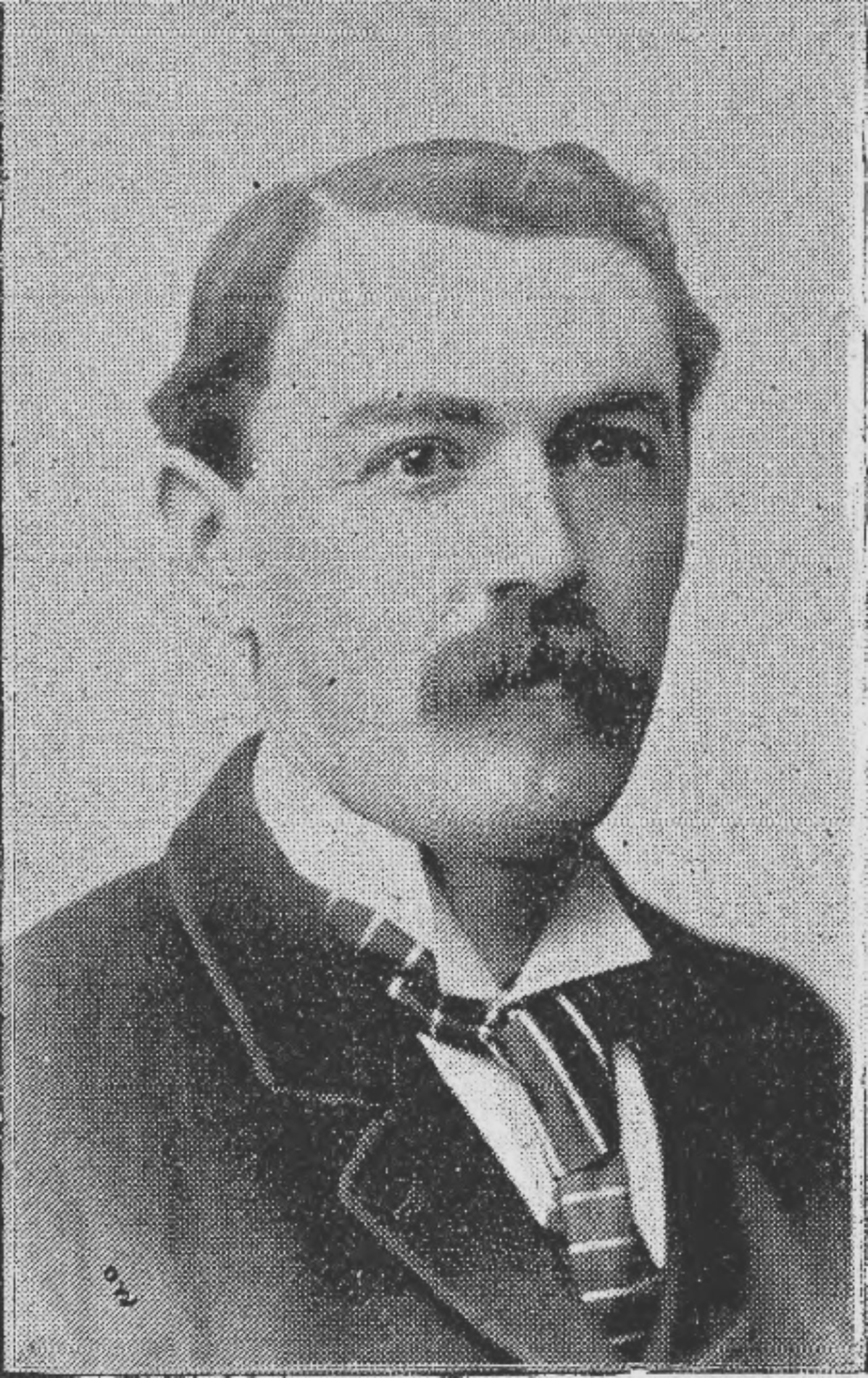
Sir John Edward Lloyd (1894)

Sir John Edward Lloyd (* 5. Mai 1861 in Liverpool; † 20. Juni 1947 in Bangor) war ein britischer Historiker der walisischen Geschichte. 
Seine akademische Ausbildung absolvierte er am University College of Wales in Aberystwyth (der späteren University of Wales, Aberystwyth, Abschluss 1881) und am Lincoln College der Universität Oxford (Abschluss 1883 mit einem first class honours degree). Lloyd entwickelte sich im Rahmen seines akademischen Lebens zu einem häufig publizierten und berühmten walisischen Historiker. Mit seinem Buch A History of Wales from the Earliest Times to the Edwardian Conquest (1911) verfasste er das erste moderne Geschichtswerk über diese formative Epoche in der walisischen Geschichte. Das Buch Owen Glendower/Owain Glyn Dŵr folgte 1931. Er war der erste Bearbeiter des biographischen Nachschlagewerks Y Bywgraffiadur Cymreig, das 1953 postum veröffentlicht wurde. Das englischsprachige Gegenstück dieses Werkes ist das Dictionary of Welsh Biography. Dieses wurde im Jahr 1959 von Lloyds Kollegen Robert Thomas Jenkins veröffentlicht. Im Jahr 1934 wurde Lloyd zum Ritter geschlagen und durfte damit das Prädikat Sir führen.

## Publikationen
Bei den im Folgenden gelisteten Titeln handelt es sich um eine Auswahl. Garmon (1948) und die Werkliste zu John Edward Lloyd im Internet Archive listen weitere Publikationen.
Artikel
- Welsh Place-names: A Study of Some Common Name-elements. In: Y Cymmrodor. 2. Jahrgang, 1892, S. 15–60.
- Hywel Dda: The Historical Setting. In: Aberystwyth Studies. 10. Jahrgang, 1928, S. 1–4.
- The Welsh Chronicles [Sir John Rhŷs Memorial Lecture]. In: Proceedings of the British Academy. 14. Jahrgang, 1928, S. 369–391.

Monographien
- Ail Lyfr Hanes (Hanes Cymru o 400 Hyd 1066 O.C.). Cwmni’r Wasg Genedlaethol Gymreig, Caernarfon 1896.
- Historical Memoranda of Breconshire. A Collection of Papers from Various Sources Relating to the History of the County. Band 1: Ellis Owen, Brecon 1903; Band 2: Bedford Press, London 1904.
- The Early History of the Old South Wales Iron Works (1760 to 1840). Bedford Press, London 1906.
- A History of Wales from the Earliest Times to the Edwardian Conquest. 2 Bände. Longmans, Green, and Co., London 1911/1912.
- Carnarvonshire. Cambridge University Press, Cambridge 1914 (Digitalisat).
- Owen Glendower (Owain Glyndŵr). Oxford University Press, Oxford 1931.

Als Herausgeber
- Hubert Lewis: The Ancient Laws of Wales. Elliot Stock, London 1889.
- Hywel Dda: Penn a Molyant yr Holl Vrytanyeit (Brut y Tywysogion) 928-1928. Gwasg Prifysgol Cymru, Caerdydd 1928.
- A History of Carmarthenshire. Bände 1 und 2. London Carmarthenshire Society, Cardiff 1935/1939.
- mit Robert Thomas Jenkins: The Dictionary of Welsh Biography Down to 1940. Honourable Society of Cymmrodorion, London 1940.